# رولات اللحم
أكلة من اللحم تشتهر في معظم الدول العربية. تحضّر من لحم البقر، البرغل، البصل، الزبدة، الزنجبيل، الثوم، الأوريجانو، الليمون الحامض، الخل، الملح والفلفل. تحشى شرائح اللحم وتلف مثل الرول ثم تقدّم مع الأرز.
تحتوي كل حصة من هذا الطبق (200غ تقريباً) على 312 سعرة حرارية تعود معظمها إلى نسبة الدهون التي هي 20غ.